# Giuseppe Cosenza
Giuseppe Cosenza (ur. 20 lutego 1788 w Neapolu, zm. 30 marca 1863 w Kapui) – włoski duchowny katolicki, kardynał, arcybiskup Kapui.

## Życiorys
Święcenia kapłańskie przyjął 14 marca 1812. 2 lipca 1832 został wybrany biskupem Andrii. 8 lipca 1832 w Rzymie przyjął sakrę z rąk kardynała Giovanniego Francesco Falzacappy. 30 września 1850 objął stolicę metropolitalną w Kapui, na której pozostał już do śmierci. Tego samego dnia Pius IX wyniósł go do godności kardynalskiej.